# Río Huaqui
Río Huaqui är ett vattendrag i Chile.   Det ligger i regionen Región del Biobío, i den södra delen av landet, 500 km söder om huvudstaden Santiago de Chile.
I omgivningarna runt Río Huaqui växer i huvudsak städsegrön lövskog. Runt Río Huaqui är det ganska glesbefolkat, med 25 invånare per kvadratkilometer.